# Chasseurs de primes (film, 1972)
Pour plus de détails, voir Fiche technique et Distribution.
Chasseurs de primes (Los indomables ou Los dos indomables en Espagne) est un western mexicain sorti en 1972, réalisé par Alberto Mariscal.

## Synopsis
Un shérif vétéran doit escorter Big Bill, un bandit brutal et sanguinaire, jusqu'à la prison d'où il s'est évadé. En chemin, le shérif est blessé et est aidé par Nick Sanders, un jeune très habile avec les armes. Le shérif et Sanders établissent une relation amicale, et Sanders accepte d'escorter le bandit. Cependant, le petit groupe est poursuivi par le gang du prisonnier et par des hommes qui recherchent Sanders pour meurtre. Ils arrivent est dans une ville où le shérif local tente de remplir son devoir en hébergeant le prisonnier tout en faisant face aux pressions et aux peurs des habitants.

## Fiche technique
- Titre français : Chasseurs de primes
- Titre espagnol original : Los indomables (au Mexique)
- Titre espagnol alternatif : Los dos indomables (en Espagne)
- Réalisation : Alberto Mariscal
- Scénario : Keith Luger, Ramón Obón
- Genre : Western
- Musique : Gustavo César Carrión, Ernesto Cortázar Jr.
- Production : Producciones Rosas Priego
- Pays de production :  Mexique
- Date de sortie :
  - Mexique : 16 novembre 1972[2]
  - France : 1974, inédit à Paris, distribué en province[3]

## Distribution
- Rodolfo de Anda : Nick Sanders
- Mario Almada : Sheriff Miller
- Pedro Armendáriz Jr. : Big Bill
- Jorge Russek : Sherriff Holden
- Claudia Islas : Sara
- Gina Morett : gitane
- Bruno Rey : Joe
- Jorge Arvizu : Spike
- Hernando Name
- Arturo Silva : Lucas
- Arturo Guzman